# Reichstag zu Worms (781)
Der Reichstag zu Worms im Jahr 781 war eine Reichsversammlung in Worms unter König Karl.

## Rahmen
König Karl befand sich in einer Auseinandersetzung mit dem baierischen Herzog Tassilo III., der zwar den Königstitel nicht angenommen hatte, aber faktisch unabhängig von König Karl Politik machte – auch gegen den König. Unter Zusicherung freien Geleits und der Stellung von Geiseln durch König Karl gegenüber Herzog Tassilo III. begab sich dieser nach Worms, wo im Rahmen einer Reichsversammlung ein Treffen stattfand.

## Ereignisse
Die Darstellung der Ergebnisse des Treffens weichen stark voneinander ab, je nachdem ob die Quelle dem Königshof nahestand oder von diesem eher unabhängig war. Die königsnahen Quellen behaupten Tassilo III. habe Karl den Treueeid geleistet und alle Versprechungen wiederholt, die er schon Karls Vater, König Pippin, gegeben hatte. Außerdem habe er nun seinerseits 12 Geiseln als Garantie für sein künftiges Wohlverhalten gestellt. Die königsferneren Quellen dagegen berichten nur von der Tatsache des Treffens im Rahmen einer Reichsversammlung ohne die Unterwerfungshandlungen Tassilos.
In dieser inhaltlichen Diskrepanz der Quellen bleibt das eigentliche Ergebnis der Reichsversammlung und des Treffens zwischen Karl und Tassilo recht undeutlich. Dauerhaft beseitigt hat es den Konflikt zwischen beiden nicht, aber er war für die nächsten sechs Jahre „eingefroren“.